# فهرست انواع بسته‌بندی مدار مجتمع

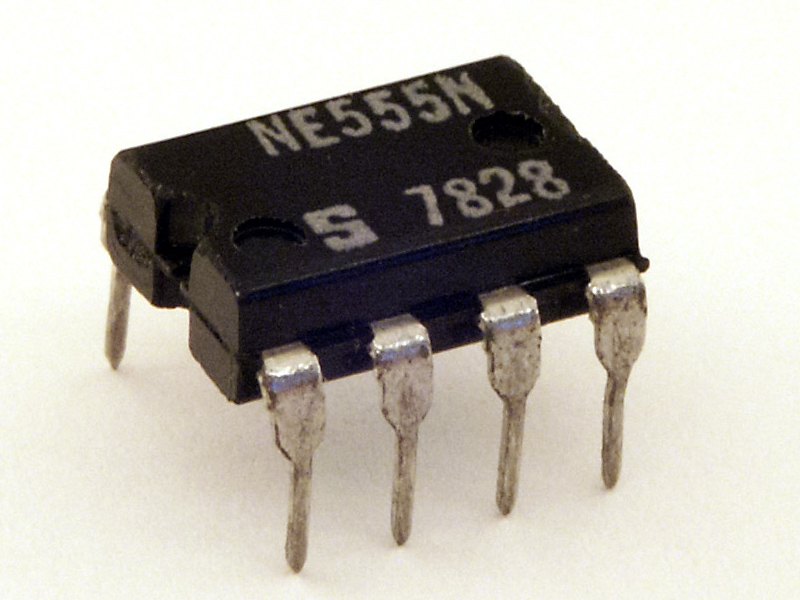
یک بسته ۸ پایه‌ای دوطرفه درخط (DIP) با اندازه استاندارد که حاوی یک آی‌سی ۵۵۵ است.

مدارهای مجتمع در بسته‌های محافظ قرار می‌گیرند تا امکان جابجایی و مونتاژ آسان بر روی بردهای مدار چاپی و محافظت از افزاره‌ها در برابر آسیب را فراهم کنند. تعداد بسیار زیادی از انواع مختلف بسته‌بندی وجود دارد. برخی از انواع بسته‌ها دارای ابعاد و تلورانس‌های استاندارد هستند و در انجمن‌های صنعت تجاری مانند جدک و پِرو الکترون ثبت شده‌اند. انواع دیگر نام‌های اختصاصی هستند که ممکن است تنها توسط یک یا دو سازنده ساخته شوند. بسته‌بندی مدار مجتمع آخرین فرایند مونتاژ قبل از آزمایش و ارسال افزاره‌ها به مشتریان است.
گه‌گاه دای‌های مدار مجتمع با پردازش ویژه برای اتصال مستقیم به یک زیرلایه بدون سَر میانی یا حامل آماده می‌شوند. در سامانه‌های تراشه برگردان، آی‌سی توسط برجستگی‌های لحیم کاری به یک زیرلایه متصل می‌شود. در فناوری پایه‌باریکه، پدهای فلزاَندودشده که برای اتصالات بندزنی سیمی در یک تراشه معمولی، ضخیم‌ترشده و درازشده تا امکان اتصالات خارجی به مدار را فراهم کنند، استفاده می‌شوند. مجموعه‌هایی که از تراشه‌های «بدون‌روکش» استفاده می‌کنند دارای بسته‌بندی اضافی یا پُرشده با اپوکسی هستند تا از افزاره‌ها در برابر رطوبت محافظت کنند.

## بسته‌های تمام‌سوراخ
فناوری تمام‌سوراخ یا ازطریق سوراخ، از سوراخ‌هایی استفاده می‌کند که ازمیان برد مدار چاپی (پی‌سی‌بی) برای نصب قطعات سوراخ‌کاری شده‌اند. این قطعه دارای پایه‌هایی است که به پَدهای روی پی‌سی‌بی لحیم می‌شوند تا به صورت الکتریکی و مکانیکی آنها را به پی‌سی‌بی متصل کنند.

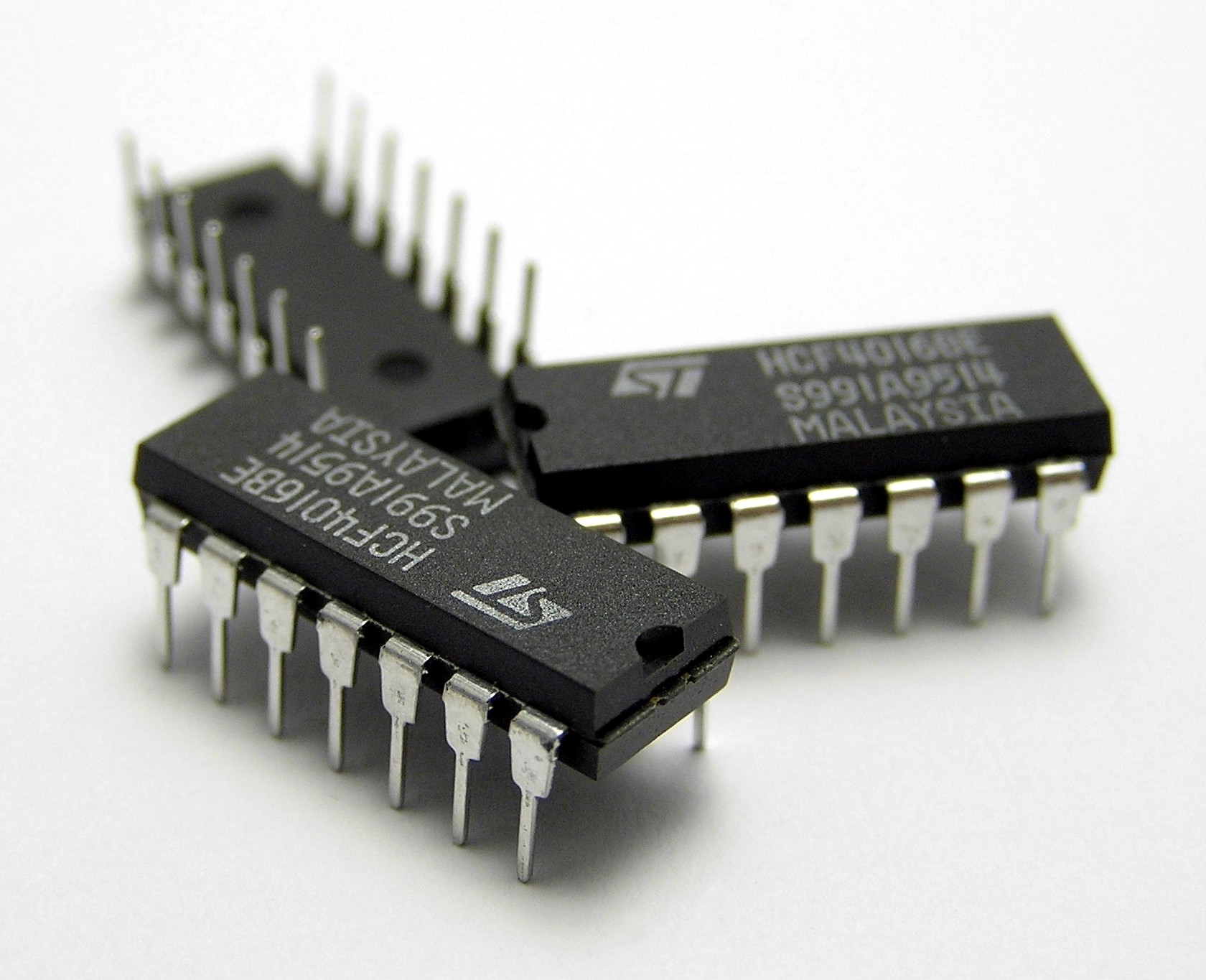
سه بسته دو-ردیفه پلاستیکی ۱۴ پین (DIP14) حاوی تراشه‌های آی‌سی.

| مخفف   | نام کامل                  | تذکر |
| ------ | ------------------------- | --- |
| SIP    | بسته تک‌ردیفه              | |
| DIP    | بسته دو-ردیفه             | ۰٫۱ اینچ (۲٫۵۴ میلیمتر) فاصله پین، ردیف‌های ۰٫۳ اینچ (۷٫۶۲ میلیمتر) یا ۰٫۶ اینچ (۱۵٫۲۴ میلیمتر) از هم جدا فاصله ردیف‌های دیگر بسیار کمتر استفاده می‌شود، مانند ۰٫۴ اینچ (۱۰٫۲ میلیمتر) و ۰٫۹ اینچ (۲۲٫۹ میلیمتر). |
| CDIP   | دیپ سرامیکی               | |
| CERDIP | دیپ سرامیکی پوشیده-شیشه‌ای | |
| QIP    | بسته چار-ردیفه            | مانند دیپ اما با پین‌های یکی‌درمیان (زیگزاگ). |
| SKDIP  | دیپ لاغرو                 | دیپ استاندارد با ۰٫۱ اینچ (۲٫۵۴ میلیمتر) فاصله پین، ردیف ۰٫۳ اینچ (۷٫۶۲ میلیمتر) از هم جدا |
| SDIP   | دیپ منقبض                 | دیپ غیراستاندارد با ۰٫۰۷ اینچ (۱٫۷۸ میلیمتر) کوچکتر فاصله پین. |
| ZIP    | بسته ردیفی زیگزاگی        | |
| MDIP   | دیپ قالب‌سازی‌شده           | |
| PDIP   | دیپ پلاستیکی              | |

## نصب سطحی
| مخفف        | نام کامل                            | تذکر                                            |
| ----------- | ----------------------------------- | ----------------------------------------------- |
| CCGA        | آرایه ستونی-مشبک سرامیکی (CGA)      |                                                 |
| CGA         | آرایه ستونی-مشبک                    |                                                 |
| CERPACK     | بسته‌بندی سرامیکی                    |                                                 |
| CQGP        | بسته آرایه مشبک چارردیفه سرامیک     |                                                 |
| LLP         | بسته قاب‌راهنمای بدون‌پایه            | بسته‌ای با توزیع پین متریک (گام ۰٫۵–۰٫۸ میلی‌متر) |
| LGA         | آرایه مشبک کفه                      |                                                 |
| LTCC        | سرامیک با حرارت پایین               |                                                 |
| MCM         | ماژول چندتراشه‌ای                    |                                                 |
| MICRO SMDXT | فناوری پیشرفته افزاره نصب‌سطحی میکرو |                                                 |

تراشه روی برد یک فنّ بسته‌بندی است که مستقیماً یک دای را به پی‌سی‌بی و بدون میان‌نهادنده یا قاب پایه متصل می‌کند.

## حامل تراشه
حامل تراشه یک بسته مستطیل شکل است که هر چهار لبه آن دارای اتصالات است. تراشه‌های پایه‌دار دارای پایه‌های فلزی هستند که به شکل حرف J در اطراف لبه بسته پیچیده شده‌اند. تراشه‌های بدون پایه دارای پدهای فلزی در لبه‌ها هستند. بسته‌های حامل تراشه ممکن است از سرامیک یا پلاستیک ساخته شوند و معمولاً با لحیم کاری روی برد مدار چاپی محکم می‌شوند، اگرچه می‌توان از سوکت‌ها برای آزمایش استفاده کرد.
| مخفف | نام کامل                              | توجه                              |
| ---- | ------------------------------------- | --------------------------------- |
| BCC  | حامل تراشه برجسته                     |                                   |
| CLCC | حامل تراشه بدون‌پایه سرامیکی           |                                   |
| LCC  | حامل تراشه بدون پایه                  | اتصالات به‌صورت عمودی توکار هستند. |
| LCC  | حامل تراشه پایه‌دار                    |                                   |
| LCCC | حامل تراشه سرامیکی پایه‌دار            |                                   |
| DLCC | حامل تراشه دوردیفه بدون پایه (سرامیک) |                                   |
| PLCC | حامل تراشه پایه‌دار پلاستیکی           |                                   |

## آرایه‌های مشبک پین
| مخفف  | نام کامل                    | تذکر                             |
| ----- | --------------------------- | -------------------------------- |
| OPGA  | آرایه مشبک‌پایه ارگانیک      |                                  |
| FCPGA | آرایه مشبک‌پایه تراشه‌برگردان |                                  |
| PGA   | آرایه مشبک‌پایه              | همچنین به‌عنوان PPGA شناخته می‌شود |
| CPGA  | آرایه مشبک‌پایه سرامیکی      |                                  |

## بسته‌های تخت
| مخفف      | نام کامل                                       | توجه                                                         |
| --------- | ---------------------------------------------- | ------------------------------------------------------------ |
| -         | بسته‌تخت                                        | اولین نسخه بسته‌بندی فلزی/سرامیکی با پایه‌های تخت              |
| CFP       | بسته‌تخت سرامیکی                                |                                                              |
| CQFP      | بسته‌تخت چارطرفه سرامیکی                        | مشابه‌ای برای PQFP                                            |
| BQFP      | بسته‌های چارطرفه مسطح                           |                                                              |
| DFN       | بستهٔ تخت دوطرفه                                | بدون پایه                                                    |
| ETQFP     | بسته‌های باریک چارطرفه روباز                    |                                                              |
| PQFN      | بسته‌تخت چهارطرفه قدرت                          | بدون پایه، با پد-دای روباز برای گرماگیرسازی                  |
| PQFP      | بسته‌تخت چارطرفه پلاستیکی                       |                                                              |
| LQFP      | بسته‌تخت چارطرفه کم‌نمایه                        |                                                              |
| QFN       | بسته بدون پایه تخت چارطرفه                     | همچنین به عنوان قاب پایه ریز (MLF) نامیده می‌شود.             |
| QFP       | بسته تخت چهارطرفه                              |                                                              |
| MQFP      | بسته‌تخت چارطرفه متریک                          | QFP با توزیع پین متریک                                       |
| HVQFN     | بسته‌تخت چارطرفه بسیارنازک با گرماگیر، بدون‌پایه |                                                              |
| SIDEBRAZE | [ نیازمند شفاف‌سازی ]                           | [ نیازمند شفاف‌سازی ]                                         |
| TQFP      | بسته‌تخت چهارطرفه نازک                          |                                                              |
| VQFP      | بسته‌تخت چارطرفه بسیارنازک                      |                                                              |
| TQFN      | تخت چهرطرفه نازک، بدون‌پایه                     |                                                              |
| VQFN      | تخت چهارطرفه بسیارنازک، بدون پایه              |                                                              |
| WQFN      | تخت چهارطرفه خیلی‌خیلی‌نازک، بدون پایه           |                                                              |
| UQFN      | بسته‌تخت چارطرفه بسیارنازک، بدون پایه           |                                                              |
| ODFN      | تخت دوطرفه نوری، بدون پایه                     | IC بسته‌بندی شده در بسته‌بندی شفاف استفاده شده در حسگرهای نوری |

## بسته‌های برون‌خط کوچک
مدار مجتمع برون‌خط کوچک (SOIC) یک بسته مدار مجتمع (IC) نصب‌سطحی است که مساحتی حدود ۳۰ تا ۵۰ درصد کمتر از یک بسته دوطرفه ردیفی معادل (DIP) را اشغال می‌کند، با ضخامت معمولی ۷۰ درصد کمتر. آنها عموماً در همان برون‌پین‌هایی که آی‌سی‌های دیپ همتای خود دارند در دسترس هستند.
| مخفف      | نام کامل                                      | توجه                                                     |
| --------- | --------------------------------------------- | -------------------------------------------------------- |
| SOP       | بسته برون‌خط کوچک                              |                                                          |
| CSOP      | بسته برون‌خط کوچک سرامیکی                      |                                                          |
| DSOP      | بسته برون‌خط کوچک دوطرفه                       |                                                          |
| HSOP      | بسته برون‌خط کوچک با تقویت‌شده‌گرمایی            |                                                          |
| HSSOP     | بسته برون‌خط کوچک منقبض با تقویت‌شده‌گرمایی      |                                                          |
| HTSSOP    | بسته برون‌خط کوچک کوچک منقبض با تقویت‌شده‌گرمایی |                                                          |
| مینی-SOIC | مدار مجتمع برون‌خط کوچک مینی                   |                                                          |
| MSOP      | بسته برون‌خط کوچک مینی                         | ماکسیم از نام تجاری μMAX برای بسته‌های MSOP استفاده می‌کند |
| PSOP      | بسته برون‌خط کوچک پلاستیکی                     |                                                          |
| PSON      | بسته بدون پایه برون‌خط‌کوچک پلاستیکی            |                                                          |
| QSOP      | بسته برون‌خط کوچک با یک‌چهارم‌اندازه             | فاصله گام پایانه ۰٫۶۳۵ میلی‌متر است.                      |
| SOIC      | مدار مجتمع برون‌خط‌کوچک                         | همچنین به عنوان SOIC NARROW و SOIC WIDE شناخته می‌شود     |
| SOJ       | بسته با پایه-J برون‌خط‌کوچک                     |                                                          |
| SON       | بسته بدون پایه برون‌خط‌کوچک                     |                                                          |
| SSOP      | بسته برون‌خط کوچک منقبض                        |                                                          |
| TSOP      | بسته برون‌خط کوچک نازک                         |                                                          |
| TSSOP     | بسته برون‌خط کوچک منقبض نازک                   |                                                          |
| TVSOP     | بسته برون‌خط‌بسیارکوچک نازک                     |                                                          |
| VSOP      | بسته برون‌خط‌بسیارکوچک                          |                                                          |
| VSSOP     | بسته برون‌خط‌کوچک بسیارنازک منقبض               | همچنین MSOP = بسته برون‌خط کوچک ریز نامیده می‌شود          |
| WSON      | بسته بدون پایه برون‌خط‌کوچک بسیاربسیارنازک      |                                                          |
| USON      | بسته بدون پایه برون‌خط‌کوچک بسیاربسیارنازک      | کمی کوچکتر از WSON                                       |

## بسته‌های مقیاس-تراشه‌ای
طبق استاندارد IPC J-STD-012، پیاده‌سازی فناوری Flip Chip و Chip Scale، به منظور واجد شرایط بودن به عنوان مقیاس تراشه، بسته باید مساحتی بیش از ۱٫۲ برابر دای را داشته باشد و باید تک‌دای، بسته قابل‌نصب مستقیم روی سطح باشد. معیار دیگری که اغلب برای واجد شرایط بودن این بسته‌ها به عنوان CSP اعمال می‌شود این است که فاصله توپی آنها نباید بیشتر از ۱ میلی‌متر باشد. بسته مقیاس‌تراشه‌ای

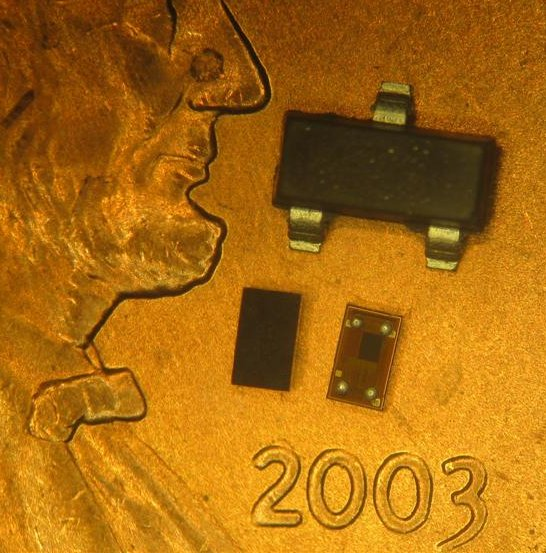
نمونه ای از افزاره‌های WL-CSP که روی یک پنی ایالات متحده نشسته‌اند. یک افزاره SOT-23 (بالا) برای مقایسه نشان داده شده است.

| مخفف                   | نام کامل                             | توجه |
| ---------------------- | ------------------------------------ | --- |
| BL                     | فناوری پایه باریکه                   | تراشه سیلیکونی بدون‌روکش، بسته اولیه مقیاس‌تراشه‌ای |
| CSP                    | بسته مقیاس‌تراشه‌ای                    | اندازه بسته بیش از ۱٫۲ برابر اندازه تراشه سیلیکون نیست |
| TCSP                   | بسته دراندازه‌تراشه کامل              | بسته به اندازه سیلیکون است. |
| TDSP                   | بسته دراندازه‌دای کامل                | همان TCSP |
| WCSP یا WL-CSP یاWLCSP | بسته مقیاس‌تراشه‌ای سطح‌ویفر            | یک بسته WL-CSP یا WLCSP فقط یک دای بدون‌روکش با یک لایه توزیع مجدد (یا گام I/O) برای تنظیم مجدد پین‌ها یا اتصالات در دای است تا بتوانند به اندازه کافی بزرگ و فاصله کافی داشته باشند تا بتوانند مانند یک بسته BGA اداره شوند. |
| PMCP                   | سی‌اس‌پی نصبی قدرت (بسته مقیاس‌تراشه‌ای) | تغییر WLCSP، برای افزاره‌های قدرت مانند ماسفت‌ها ساخته‌شده توسط پاناسونیک. |
| Fan-out WLCSP          | بسته سطح‌ویفر با گنجایش‌خروجی          | تغییرات WLCSP مثل بسته BGA اما با میان‌نهادنده که مستقیماً بربالای دای ساخته‌شده و کنارش درمحفظه‌ای قرارداده شده |
| eWLB                   | آرایهٔ مشبک توپی سطح‌ویفر بهبودیافته   | تغییریافته WLCSP |
| MICRO SMD              | -                                    | بسته دراندازه‌تراشه (CSP) که توسط نشنال‌سمی‌کنډاکتور توسعه‌یافته است |
| COB                    | تراشه روی بورد                       | دای بدون‌روکش بدون بسته عرضه می‌شود. با استفاده از سیم‌های اتصال مستقیماً روی پی‌سی‌بی نصب می‌شود و با لکه‌ای از اپوکسی سیاه پوشانده می‌شود. همچنین برای ال‌ئی‌دی‌ها استفاده می‌شود. در ال‌ئی‌دی‌ها، اپوکسی شفاف یا یک ماده درز مانند سیلیکونی که ممکن است حاوی فسفر باشد در قالب حاوی ال‌ئی‌دی (های) ریخته شده و پخته می‌شود. قالب بخشی از بسته را تشکیل می‌دهد. |
| COF                    | تراشه روی سیم‌خم‌شو                    | تغییراتی از COB، در اینجا یک تراشه مستقیماً روی یک مدار انعطاف‌پذیر نصب می‌شود. برخلاف COB، ممکن است از سیم استفاده نکند یا با اپوکسی پوشانده شود، به جای آن از کم‌پوشانی استفاده می‌شود. |
| TAB                    | بندزنی خودکار نواری                  | تغییراتی از COF، در اینجا یک تراشه برگردان مستقیماً بدون استفاده از سیم‌های اتصال به مدار منعطف نصب می‌شود. مورد استفاده توسط آی‌سی‌های راه‌انداز LCD. |
| COG                    | تراشه روی شیشه                       | تغییراتی از TAB، که در اینجا یک تراشه مستقیماً روی یک تکه شیشه نصب می‌شود - معمولاً یک ال‌سی‌دی. توسط آی‌سی‌های راه‌انداز ال‌سی‌دی و اوال‌ئی‌دی استفاده می‌شود. |

## آرایه مشبک توپی
آرایه مشبک توپی (BGA) از قسمت زیرین بسته برای قرار دادن پدهایی با توپی‌های لحیم در الگوی مشبک به عنوان اتصالات به پی‌سی‌بی استفاده می‌کند.
| مخفف    | نام کامل                                | توجه                                                    |
| ------- | --------------------------------------- | ------------------------------------------------------- |
| FBGA    | آرایه مشبک‌توپی ریزگام                   | آرایه مربع یا مستطیل شکل از توپی‌های لحیم‌کاری روی یک سطح |
| LBGA    | آرایه مشبک‌توپی با نمایه‌کم               | همچنین به عنوان آرایه مشبک‌توپی لمینت شناخته می‌شود       |
| TEPBGA  | آرایه مشبک‌توپی پلاستیکی تقویت‌شده-گرمایی |                                                         |
| CBGA    | آرایه مشبک‌توپی سرامیکی                  |                                                         |
| OBGA    | آرایه مشبک‌توپی ارگانیک                  |                                                         |
| TFBGA   | آرایه مشبک‌توپی ریزگام نازک              |                                                         |
| PBGA    | آرایه مشبک‌توپی پلاستیکی                 |                                                         |
| MAP-BGA | آرایه مشبک‌توپی با فرایند آرایه قالب‌سازی |                                                         |
| UCSP    | بسته مقیاس‌تراشه‌ای میکرو (μ).            | مشابه BGA (نمونه علامت تجاری Maxim)                     |
| μBGA    | آرایه مشبک‌توپی ریز                      | فاصله‌گذاری توپی کمتر از ۱ میلی‌متر                       |
| LFBGA   | آرایه مشبک‌توپی ریزگام کم‌نمایه           |                                                         |
| TBGA    | آرایه نازک مشبک‌توپی                     |                                                         |
| SBGA    | آرایه اَبَر مشبک‌توپی                      | بالای ۵۰۰ توپی                                          |
| UFBGA   | آرایه مشبک‌توپی فرا-ریز                  |                                                         |

## ترانزیستور، دیود، بسته‌های آی‌سی با شمار-پایه-کوچک

طراحی یک آی‌سی ZN414 در بسته‌بندی TO-18

- MELF: رخ بدون‌پایه با الکترود فلزی (معمولاً برای مقاومت‌ها و دیودها)
- SOD: دیود برون‌خط‌کوچک.
- SOT: ترانزیستور برون‌خط‌کوچک (همچنین SOT-23، SOT-223، SOT-323).
- TO-XX: طیف گسترده‌ای از بسته‌ها با عدد پین کوجک که اغلب برای قطعات گسسته مانند ترانزیستورها یا دیودها استفاده می‌شود.
  - TO-3: نصب‌پنلی با پایه
  - TO-5: بسته‌بندی قوطی فلزی با پایه‌های شعاعی
  - TO-18: بسته‌بندی قوطی فلزی با پایه‌های شعاعی
  - TO-39
  - TO-46
  - TO-66: شکلی شبیه به TO-3 اما کوچکتر
  - TO-92: بسته‌بندی پلاستیکی با سه‌پایه
  - TO-99: بسته‌بندی با قوطی فلزی با هشت پایه شعاعی
  - TO-100
  - TO-126: بسته‌بندی محفظه‌پلاستیکی با سه‌پایه و یک سوراخ برای نصب بر روی گرماگیر
  - TO-220: بسته پلاستیکی تمام‌سوراخ با زبانه (معمولا) گرماگیر فلزی و سه‌پایه
  - TO-226[۲۳]
  - TO-247:[۲۴] بسته‌بندی پلاستیکی با سه‌پایه و یک سوراخ برای نصب بر روی گرماگیر
  - TO-251:[۲۴] همچنین IPAK نامیده می‌شود: بسته SMT مشابه DPAK اما با سیم‌های بلندتر برای نصب SMT یا TH
  - TO-252:[۲۴] (همچنین SOT428، DPAK نامیده می‌شود):[۲۴] بسته SMT مشابه DPAK اما کوچکتر
  - TO-262:[۲۴] همچنین به نام I2PAK: بسته SMT شبیه به D2PAK اما با سیم‌های بلندتر برای نصب SMT یا TH
  - TO-263:[۲۴] همچنین D2PAK نامیده می‌شود: بسته SMT مشابه TO-220 بدون زبانه گسترده و سوراخ نصب
  - TO-274:[۲۴] همچنین به نام Super-247: بسته SMT مشابه TO-247 بدون سوراخ نصب

## مرجع ابعاد

### نصب‌سطحی
C: فاصله بین بدنه آی‌سی و پی‌سی‌بی
 H: ارتفاع کلی
 T: ضخامت پایه
 L: طول کل حامل
LW: عرض پایه
LL: طول پایه
 P: گام

### ازطریق سوراخ (تمام‌سوراخ)
C: فاصله بین بدنه آی‌سی‌ و برد
H: ارتفاع کل
 T: ضخامت پایه
 L: طول کل حامل
LW: عرض پایه
LL: طول پایه
 P: گام 
WB: عرض بدنه آی‌سی
WL: عرض پایه-به-پایه

## ابعاد بسته‌بندی
تمام اندازه‌گیری‌های زیر برحسب میلی‌متر آورده شده است. برای تبدیل میلی‌متر (mm) به mils، میلی‌متر را بر ۰٫۰۲۵۴ تقسیم کنید (یعنی ۲٫۵۴ میلی‌متر / ۰٫۰۲۵۴ = ۱۰۰ میل).
C:  فاصله ایمن بین بدنه بسته و پی‌سی‌بی.
 H: ارتفاع بسته از نوک پایه تا بالای بسته.
 T: ضخامت پایه.
 L: فقط طول بدنه بسته.
LW: عرض پایه.
LL: طول پایه از بسته تا نوک پایه.
 P: گام پایه (فاصله بین رساناها تا پی‌سی‌بی).
WB: فقط عرض بدنه بسته
WL: طول از نوک پایه تا نوک پایه در طرف مقابل.

### دو ردیفه
| تصویر         | خانواده | پایه | نام                              | بسته‌بندی  | L       | WB          | WL      | H         | C               | P               | L         | !T        | LW        |
| ------------- | ------- | ---- | -------------------------------- | --------- | ------- | ----------- | ------- | --------- | --------------- | --------------- | --------- | --------- | --------- |
|               | DIP     | Y    | بسته دوطرفه                      | 8-DIP     | ۹٫۲–۹٫۸ | ۶٫۲–۶٫۴۸    | ۷٫۶۲    | ۷٫۷       |                 | ۲٫۵۴ (۰٫۱ اینچ) | ۳٫۰۵–۳٫۶  |           | ۱٫۱۴–۱٫۷۳ |
| 32DIP         | DIP     | Y    | بسته دوطرفه                      |           |         | ۱۵٫۲۴       |         |           | ۲٫۵۴ (۰٫۱ اینچ) |                 |           |           |           |
|               | LFCSP   | N    | بسته‌بندی مقیاس‌تراشه‌ای با قاب‌پایه |           |         |             |         |           |                 | ۰٫۵             |           |           |           |
|               | MSOP    | Y    | بسته برون‌خط‌کوچک ریز              | 8-MSOP    | ۳       | ۳           | ۴٫۹     | ۱٫۱       | ۰٫۱۰            | ۰٫۶۵            | ۰٫۹۵      | ۰٫۱۸      | ۰٫۱۷–۰٫۲۷ |
| 10-MSOP       | MSOP    | Y    | بسته برون‌خط‌کوچک ریز              | ۳         | ۳       | ۴٫۹         | ۱٫۱     | ۰٫۱۰      | ۰٫۵             | ۰٫۹۵            | ۰٫۱۸      | ۰٫۱۷–۰٫۲۷ |           |
| 16-MSOP       | MSOP    | Y    | بسته برون‌خط‌کوچک ریز              | ۴٫۰۴      | ۳       | ۴٫۹         | ۱٫۱     | ۰٫۱۰      | ۰٫۵             | ۰٫۹۵            | ۰٫۱۸      | ۰٫۱۷–۰٫۲۷ |           |
|               | SOSOIC  | Y    | مدار مجتمع برون‌خط‌کوچک            | 8-SOIC    | ۴٫۸–۵٫۰ | ۳٫۹         | ۵٫۸–۶٫۲ | ۱٫۷۲      | ۰٫۱۰–۰٫۲۵       | ۱٫۲۷            | ۱٫۰۵      | ۰٫۱۹–۰٫۲۵ | ۰٫۳۹–۰٫۴۶ |
| 14-SOIC       | SOSOIC  | Y    | مدار مجتمع برون‌خط‌کوچک            | ۸٫۵۵–۸٫۷۵ | ۳٫۹     | ۵٫۸–۶٫۲     | ۱٫۷۲    | ۰٫۱۰–۰٫۲۵ | ۱٫۲۷            | ۱٫۰۵            | ۰٫۱۹–۰٫۲۵ | ۰٫۳۹–۰٫۴۶ |           |
| 16-SOIC       | SOSOIC  | Y    | مدار مجتمع برون‌خط‌کوچک            | ۹٫۹–۱۰    | ۳٫۹     | ۵٫۸–۶٫۲     | ۱٫۷۲    | ۰٫۱۰–۰٫۲۵ | ۱٫۲۷            | ۱٫۰۵            | ۰٫۱۹–۰٫۲۵ | ۰٫۳۹–۰٫۴۶ |           |
| 16-SOIC       | SOSOIC  | Y    | مدار مجتمع برون‌خط‌کوچک            | ۱۰٫۱–۱۰٫۵ | ۷٫۵     | ۱۰٫۰۰–۱۰٫۶۵ | ۲٫۶۵    | ۰٫۱۰–۰٫۳۰ | ۱٫۲۷            | ۱٫۴             | ۰٫۲۳–۰٫۳۲ | ۰٫۳۸–۰٫۴۰ |           |
|               | SOT     | Y    | ترانزیستورهای برون‌خط‌کوچک         | SOT-23-6  | ۲٫۹     | ۱٫۶         | ۲٫۸     | ۱٫۴۵      |                 | ۰٫۹۵            | ۰٫۶       |           | ۰٫۲۲–۰٫۳۸ |
|               | SSOP    | Y    | بسته برون‌خط کوچک منقبض           |           |         |             |         |           |                 | ۰٫۶۵            |           |           |           |
|               | TDFN    | N    | بدون‌پایه تخت دوطرفه نازک         | 8-TDFN    | ۳       | ۳           | ۳       | ۰٫۷–۰٫۸   |                 | ۰٫۶۵            | —         |           | ۰٫۱۹–۰٫۳  |
|               | TSOP    | Y    | بسته برون‌خط کوچک نازک            |           |         |             |         |           |                 | ۰٫۵             |           |           |           |
| TSSOP Package | TSSOP   | Y    | بسته برون‌خط کوچک منقبض نازک      | 8-TSSOP   | ۲٫۹–۳٫۱ | ۴٫۳–۴٫۵     | ۶٫۴     | ۱٫۲       | ۰٫۱۵            | ۰٫۶۵            |           | ۰٫۰۹–۰٫۲  | ۰٫۱۹–۰٫۳  |
| TSSOP Package | TSSOP   | Y    | بسته برون‌خط کوچک منقبض نازک      | 14-TSSOP  | ۴٫۹–۵٫۱ | ۴٫۳–۴٫۵     | ۶٫۴     | ۱٫۱       | ۰٫۰۵–۰٫۱۵       | ۰٫۶۵            |           | ۰٫۰۹–۰٫۲  | ۰٫۱۹–۰٫۳۰ |
| TSSOP Package | TSSOP   | Y    | بسته برون‌خط کوچک منقبض نازک      | 20-TSSOP  | ۶٫۴–۶٫۶ | ۴٫۳–۴٫۵     | ۶٫۴     | ۱٫۱       | .۰۵–۰٫۱۵        | ۰٫۶۵            |           | ۰٫۰۹–۰٫۲  | ۰٫۱۹–۰٫۳۰ |
|               | μSOP    | Y    | بسته برون‌خط‌کوچک ریز              | μSOP-8    | ۳       |             | ۴٫۹     | ۱٫۱       |                 | ۰٫۶۵            |           |           |           |
|               | US8     | Y    | بسته US8                         |           | ۲       | ۲٫۳         | ۳٫۱     | .۷        |                 | ۰٫۵             |           |           |           |

### چهار ردیفه
| تصویر | خانواده | پایه | نام                        | بسته    | WB    | WL    | H    | C         | L     | P     | L    | T         | LW        |
| ----- | ------- | ---- | -------------------------- | ------- | ----- | ----- | ---- | --------- | ----- | ----- | ---- | --------- | --------- |
|       | PLCC    | N    | حامل‌تراشه پایه‌دار پلاستیکی |         |       |       |      |           |       | ۱٫۲۷  |      |           |           |
|       | CLCC    | N    | حامل‌تراشه بدون‌پایه سرامیکی | 48-CLCC | ۱۴٫۲۲ | ۱۴٫۲۲ | ۲٫۲۱ |           | ۱۴٫۲۲ | ۱٫۰۱۶ | —    |           | ۰٫۵۰۸     |
|       | LQFP    | Y    | بسته تخت چهارطرفه کم‌نمایه  |         |       |       |      |           |       | ۰٫۵۰  |      |           |           |
|       | TQFP    | Y    | بسته تخت چهارطرفه نازک     | TQFP-44 | ۱۰٫۰۰ | ۱۲٫۰۰ |      | ۰٫۳۵–۰٫۵۰ |       | ۰٫۸۰  | ۱٫۰۰ | ۰٫۰۹–۰٫۲۰ | ۰٫۳۰–۰٫۴۵ |
|       | TQFN    | N    | نازک چارطرفه تخت بدون پایه |         |       |       |      |           |       |       |      |           |           |

### LGA
| بسته     | x          | y          | z            |
| -------- | ---------- | ---------- | ------------ |
| 52-ULGA  | ۱۲ میلی‌متر | ۱۷ میلی‌متر | ۰٫۶۵ میلی‌متر |
| 52-ULGA  | ۱۴ میلی‌متر | ۱۸ میلی‌متر | ۰٫۱۰ میلی‌متر |
| 52-VELGA | ?          | ?          | ?            |

## بسته‌های چندتراشه‌ای
فنون‌های مختلفی برای اتصال چندتراشه در یک بسته پیشنهاد و تحقیق شده است:
- SiP (سامانه در بسته)
- PoP (بسته روی بسته)
- آی‌سی‌های سه‌بُعدی، آی‌سی‌های سه‌بعدی یکپارچه و دیگر مدارهای مجتمع سه بعدی
- ماژول چندتراشه
- WSI (مجتمع‌سازی مقیاس‌ویفر)
- ارتباط مجاورتی[۳۰]

## با شمارش پایانه

نمونه ای از اندازه اجزا، کدهای متریک و امپریال و مقایسه گنجانده شده است

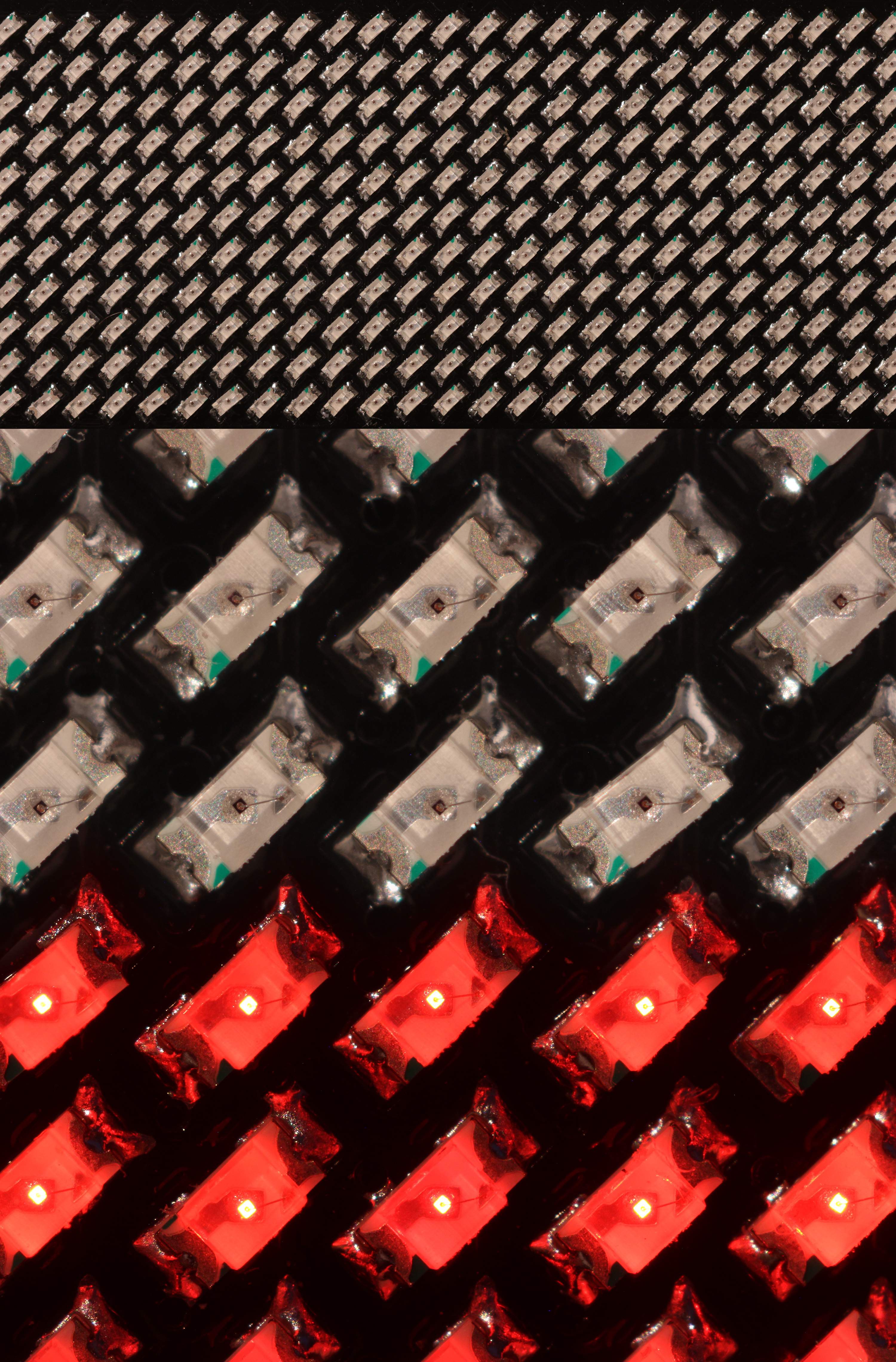
تصویر ترکیبی نمایشگر برچسب نام برگردان ماتریس LED با ابعاد ۱۱×۴۴ با استفاده از ال‌ئی‌دی‌های SMD نوع ۱۶۰۸/۰۶۰۳. بالا: کمی بیش از نیمی از صفحه نمایش ۲۱×۸۶ میلی‌متر. مرکز: نمای نزدیک از LEDها در نور محیط. پایین: LEDها در نور قرمز خودشان.

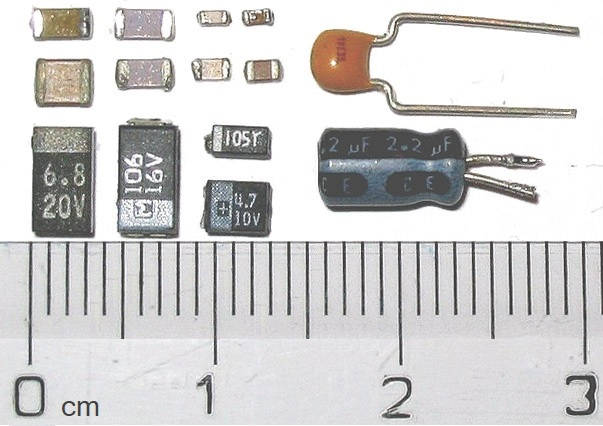
خازن‌های SMD (در سمت چپ) با دو خازن ازطریق‌سوراخ (در سمت راست)

اجزای نصب‌سطحی معمولاً کوچکتر از همتایان خود با پایه هستند و طوری طراحی شده‌اند که به جای انسان، توسط ماشین‌ها کار شود. صنعت الکترونیک دارای اشکال و اندازه‌های بسته‌بندی استاندارد شده است (سازمان استانداردسازی پیشرو JEDEC است).
کدهای ارائه شده در نمودار زیر معمولاً طول و عرض اجزا را برحسب دهم میلی‌متر یا صدم اینچ نشان می‌دهند. به عنوان مثال، یک قطعه متریک ۲۵۲۰، ۲٫۵ میلی‌متر در ۲٫۰ میلی‌متر است که تقریباً معادل ۰٫۱۰ اینچ در ۰٫۰۸ اینچ است (از این رو اندازه امپریال ۱۰۰۸ است). استثنائات برای امپریال در دو کوچک‌ترین اندازه غیرفعال مستطیلی وجود دارد. کدهای متریک همچنان ابعاد را بر حسب میلی‌متر نشان می‌دهند، حتی اگر کدهای اندازه امپریال دیگر تراز نیستند. مشکل‌ساز است، برخی از تولیدکنندگان در حال توسعه اجزای متریک ۰۲۰۱ با ابعاد ۰٫۲۵ در ۰٫۱۲۵ میلیمتر (۰٫۰۰۹۸ در ۰٫۰۰۴۹ اینچ) هستند. اما نام امپریال ۰۱۰۰۵ در حال حاضر برای بسته ۰٫۴ در ۰٫۲ میلیمتر (۰٫۰۱۵۷ در ۰٫۰۰۷۹ اینچ) استفاده شده است. این اندازه‌های کوچک، به ویژه ۰۲۰۱ و ۰۱۰۰۵، گاهی می‌توانند از منظر قابلیت ساخت یا قابلیت اطمینان یک چالش باشند.

### بسته‌های دوپایانه‌ای

#### اجزای غیرفعال مستطیلی
بیشتر مقاومت‌ها و خازن‌ها.
| بسته‌بندی | بسته‌بندی | ابعاد تقریبی، طول × عرض      | ابعاد تقریبی، طول × عرض | نرخ توان مقاومت نوعی (W) |
| متریک    | امپریال  | ابعاد تقریبی، طول × عرض      | ابعاد تقریبی، طول × عرض | نرخ توان مقاومت نوعی (W) |
| -------- | -------- | ---------------------------- | ----------------------- | ------------------------ |
| ۰۲۰۱     | ۰۰۸۰۰۴   | ۰٫۲۵ میلی‌متر × ۰٫۱۲۵ میلی‌متر | ۰٫۰۱۰ در × ۰٫۰۰۵ در     |                          |
| ۰۳۰۱۵    | ۰۰۹۰۰۵   | ۰٫۳ میلی‌متر × ۰٫۱۵ میلی‌متر   | ۰٫۰۱۲ در × ۰٫۰۰۶ در     | 0.02                     |
| ۰۴۰۲     | ۰۱۰۰۵    | ۰٫۴ میلی‌متر × ۰٫۲ میلی‌متر    | ۰۱۶ در × ۰٫۰۰۸ در       | 0.031                    |
| ۰۶۰۳     | ۰۲۰۱     | ۰٫۶ میلی‌متر × ۰٫۳ میلی‌متر    | ۰٫۰۲ در × ۰٫۰۱ در       | 0.05                     |
| ۱۰۰۵     | ۰۴۰۲     | ۱٫۰ میلی‌متر ×۰٫۵ میلی‌متر     | ۰٫۰۴ در × ۰٫۰۲ در       | 0.062.1                  |
| ۱۶۰۸     | ۰۶۰۳     | ۱٫۶ میلی‌متر ×۰٫۸ میلی‌متر     | ۰٫۰۶ در × ۰٫۰۳ در       | 0.1                      |
| ۲۰۱۲     | ۰۸۰۵     | ۲٫۰ میلی‌متر × ۱٫۲۵ میلی‌متر   | ۰٫۰۸ در × ۰٫۰۵ در       | 0.125                    |
| ۲۵۲۰     | ۱۰۰۸     | ۲٫۵ میلی‌متر × ۲٫۰ میلی‌متر    | ۰٫۱۰ در × ۰٫۰۸ در       |                          |
| ۳۲۱۶     | ۱۲۰۶     | ۳٫۲ میلی‌متر × ۱٫۶ میلی‌متر    | ۰٫۱۲۵ در × ۰٫۰۶ در      | 0.25                     |
| ۳۲۲۵     | ۱۲۱۰     | ۳٫۲ میلی‌متر × ۲٫۵ میلی‌متر    | ۰٫۱۲۵ در × ۰٫۱۰ در      | 0.5                      |
| ۴۵۱۶     | ۱۸۰۶     | ۴٫۵ میلی‌متر × ۱٫۶ میلی‌متر    | ۰٫۱۸ در × ۰٫۰۶ در       |                          |
| ۴۵۳۲     | ۱۸۱۲     | ۴٫۵میلی‌متر × ۳٫۲میلی‌متر      | ۰٫۱۸ در × ۰٫۱۲۵ در      | 0.75                     |
| ۴۵۶۴     | ۱۸۲۵     | ۴٫۵ میلی‌متر × ۶٫۴ میلی‌متر    | ۰٫۱۸ در × ۰٫۲۵ در       | 0.75                     |
| ۵۰۲۵     | ۲۰۱۰     | ۵٫۰ میلی‌متر × ۲٫۵ میلی‌متر    | ۰٫۲۰ در × ۰٫۱۰ در       | 0.75                     |
| ۶۳۳۲     | ۲۵۱۲     | ۶٫۳ میلی‌متر × ۳٫۲ میلی‌متر    | ۰٫۲۵ در × ۰٫۱۲۵ در      | 1                        |
| ۶۸۶۳     | ۲۷۲۵     | ۶٫۹ میلی‌متر × ۶٫۳ میلی‌متر    | ۰٫۲۷ در × ۰٫۲۵ در       | ۳                        |
| ۷۴۵۱     | ۲۹۲۰     | ۷٫۴ میلی‌متر × ۵٫۱ میلی‌متر    | ۰٫۲۹ در × ۰٫۲۰ در       |                          |

#### خازن‌های تانتالیومی
| بسته                         | ابعاد (طول، نوعی × عرض، نوعی × ارتفاع، حداکثر) |
| ---------------------------- | ---------------------------------------------- |
| EIA 2012-12 (KEMET R, AVX R) | ۲٫۰ میلی‌متر × ۱٫۳ میلی‌متر × ۱٫۲ میلی‌متر        |
| EIA 3216-10 (KEMET I, AVX K) | ۳٫۲ میلی‌متر × ۱٫۶ میلی‌متر × ۱٫۰ میلی‌متر        |
| EIA 3216-12 (KEMET S, AVX S) | ۳٫۲ میلی‌متر × ۱٫۶ میلی‌متر × ۱٫۲ میلی‌متر        |
| EIA 3216-18 (KEMET A, AVX A) | ۳٫۲ میلی‌متر × ۱٫۶ میلی‌متر × ۱٫۸ میلی‌متر        |
| EIA 3528-12 (KEMET T, AVX T) | ۳٫۵ میلی‌متر × ۲٫۸ میلی‌متر × ۱٫۲ میلی‌متر        |
| EIA 3528-21 (KEMET B, AVX B) | ۳٫۵ میلی‌متر × ۲٫۸ میلی‌متر × ۲٫۱ میلی‌متر        |
| EIA 6032-15 (KEMET U, AVX W) | ۶٫۰ میلی‌متر × ۳٫۲ میلی‌متر × ۱٫۵ میلی‌متر        |
| EIA 6032-28 (KEMET C, AVX C) | ۶٫۰ میلی‌متر × ۳٫۲ میلی‌متر × ۲٫۸ میلی‌متر        |
| EIA 7260-38 (KEMET E, AVX V) | ۷٫۲ میلی‌متر × ۶٫۰ میلی‌متر × ۳٫۸ میلی‌متر        |
| EIA 7343-20 (KEMET V, AVX Y) | ۷٫۳ میلی‌متر × ۴٫۳ میلی‌متر × ۲٫۰ میلی‌متر        |
| EIA 7343-31 (KEMET D, AVX D) | ۷٫۳ میلی‌متر × ۴٫۳ میلی‌متر × ۳٫۱ میلی‌متر        |
| EIA 7343-43 (KEMET X, AVX E) | ۷٫۳ میلی‌متر × ۴٫۳ میلی‌متر × ۴٫۳ میلی‌متر        |

#### خازن‌های آلومینیومی
| بسته                       | ابعاد (طول، نوعی × عرض، نوعی × ارتفاع، حداکثر) |
| -------------------------- | ---------------------------------------------- |
| Cornell-Dubilier A         | ۳٫۳ میلی‌متر × ۳٫۳ میلی‌متر × ۵٫۵ میلی‌متر        |
| Chemi-Con D                | ۴٫۳ میلی‌متر × ۴٫۳ میلی‌متر × ۵٫۷ میلی‌متر        |
| Panasonic B                | ۴٫۳ میلی‌متر × ۴٫۳ میلی‌متر × ۶٫۱ میلی‌متر        |
| Chemi-Con E                | ۵٫۳ میلی‌متر × ۵٫۳ میلی‌متر × ۵٫۷ میلی‌متر        |
| Panasonic C                | ۵٫۳ میلی‌متر × ۵٫۳ میلی‌متر × ۶٫۱ میلی‌متر        |
| Chemi-Con F                | ۶٫۶ میلی‌متر × ۶٫۶ میلی‌متر × ۵٫۷ میلی‌متر        |
| Panasonic D                | ۶٫۶ میلی‌متر × ۶٫۶ میلی‌متر × ۶٫۱ میلی‌متر        |
| Panasonic E/F, Chemi-Con H | ۸٫۳ میلی‌متر × ۸٫۳ میلی‌متر × ۶٫۵ میلی‌متر        |
| Panasonic G, Chemi-Con J   | ۱۰٫۳ میلی‌متر × ۱۰٫۳ میلی‌متر × ۱۰٫۵ میلی‌متر     |
| Chemi-Con K                | ۱۳ میلی‌متر × ۱۳ میلی‌متر × ۱۴ میلی‌متر           |
| Panasonic H                | ۱۳٫۵ میلی‌متر × ۱۳٫۵ میلی‌متر × ۱۴ میلی‌متر       |
| Panasonic J, Chemi-Con L   | ۱۷ میلی‌متر × ۱۷ میلی‌متر × ۱۷ میلی‌متر           |
| Panasonic K, Chemi-Con M   | ۱۹ میلی‌متر × ۱۹ میلی‌متر × ۱۷ میلی‌متر           |

#### دیود برون‌خط کوچک (SOD)
| بسته            | ابعاد (طول، نوعی × عرض، نوعی × ارتفاع، حداکثر) |
| --------------- | ---------------------------------------------- |
| SOD-80C         | ۳٫۵ میلی‌متر × ⌀ ۱٫۵ میلی‌متر                    |
| SOD-123         | ۲٫۶۵ میلی‌متر × ۱٫۶ میلی‌متر × ۱٫۳۵ میلی‌متر      |
| SOD-128         | ۳٫۸ میلی‌متر × ۲٫۵ میلی‌متر × ۱٫۱ میلی‌متر        |
| SOD-323 (SC-76) | ۱٫۷ میلی‌متر × ۱٫۲۵ میلی‌متر × ۱٫۱ میلی‌متر       |
| SOD-523 (SC-79) | ۱٫۲ میلی‌متر × ۰٫۸ میلی‌متر × ۰٫۶۵ میلی‌متر       |
| SOD-723         | ۱٫۰ میلی‌متر × ۰٫۶ میلی‌متر × ۰٫۶۵ میلی‌متر       |
| SOD-923         | ۰٫۸ میلی‌متر × ۰٫۶ میلی‌متر × ۰٫۴ میلی‌متر        |

#### رخ بدون‌پایه با الکترود فلزی (MELF)
بیشتر مقاومت‌ها و دیودها. اجزای بشکه ای شکل، ابعاد با ارجاعات مستطیلی برای کدهای یکسان مطابقت ندارند.
| بسته                  | ابعاد                       | نرخ مقاومت نوعی | نرخ مقاومت نوعی |
| بسته                  | ابعاد                       | توان (W)        | ولتاژ (V)       |
| --------------------- | --------------------------- | --------------- | --------------- |
| MicroMELF (MMU)، ۰۱۰۲ | ۲٫۲ میلی‌متر × ⌀ ۱٫۱ میلی‌متر | ۰٫۲–۰٫۳         | ۱۵۰             |
| MiniMELF (MMA)، ۰۲۰۴  | ۳٫۶ میلی‌متر × ⌀ ۱٫۴ میلی‌متر | ۰٫۲۵–۰٫۴        | ۲۰۰             |
| MELF (MMB)، ۰۲۰۷      | ۵٫۸ میلی‌متر × ⌀ ۲٫۲ میلی‌متر | ۰٫۴–۱٫۰         | ۳۰۰             |

#### DO-214
الگو:Semiconductor packagesمعمولا برای یکسوساز، شاتکی و دیودهای دیگر استفاده می‌شود.
| بسته           | ابعاد (شامل پایه‌ها) (طول، نوعی × عرض، نوعی × ارتفاع، حداکثر) |
| -------------- | ------------------------------------------------------------ |
| DO-214AA (SMB) | ۵٫۴ میلی‌متر × ۳٫۶ میلی‌متر × ۲٫۶۵ میلی‌متر                     |
| DO-214AB (SMC) | ۷٫۹۵ میلی‌متر × ۵٫۹ میلی‌متر × ۲٫۲۵ میلی‌متر                    |
| DO-214AC (SMA) | ۵٫۲ میلی‌متر × ۲٫۶ میلی‌متر × ۲٫۱۵ میلی‌متر                     |

### بسته‌های سه و چهار پایانه‌ای

#### ترانزیستور برون‌خط کوچک (SOT)

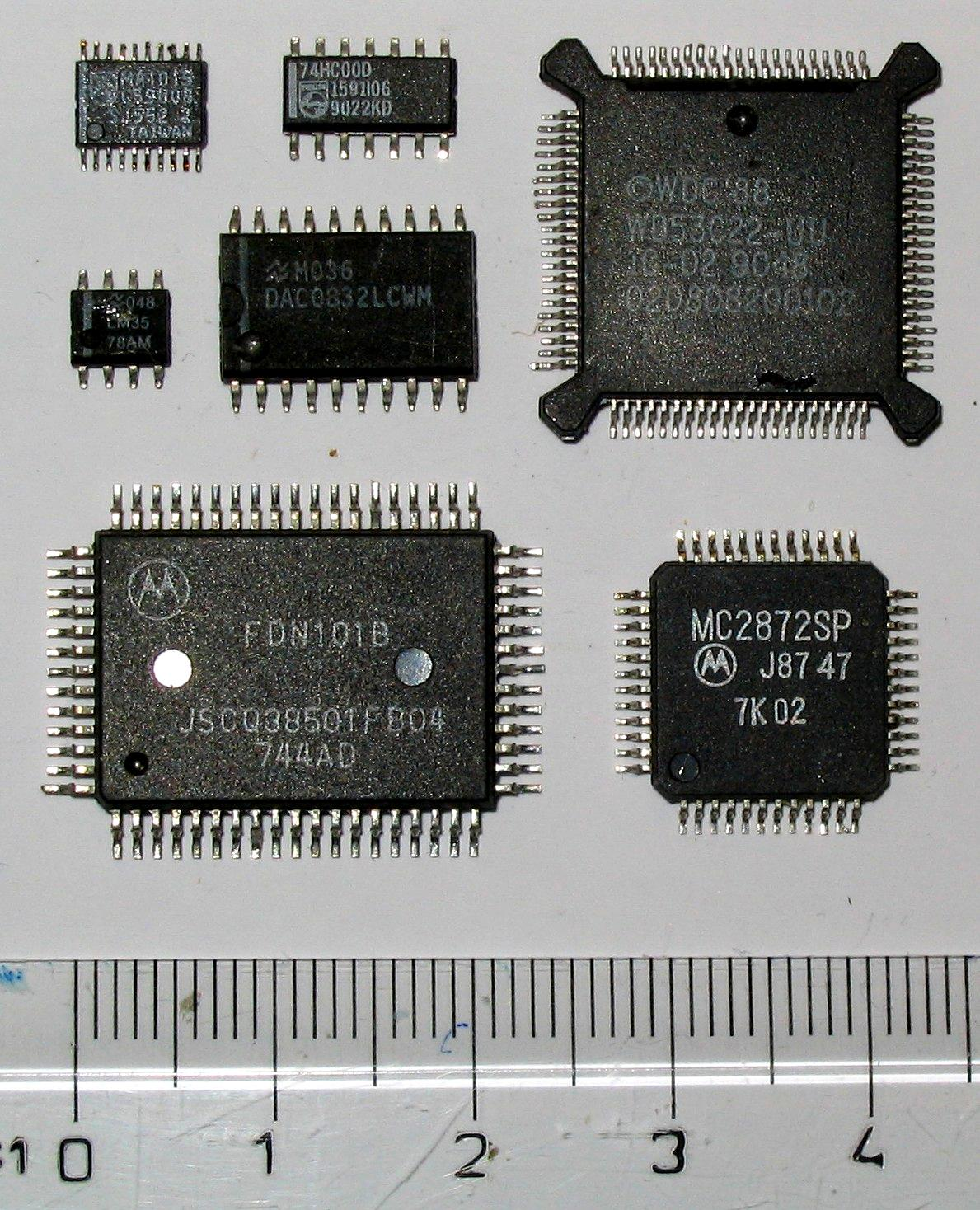
تراشه‌های مختلف SMD، لحیم‌کاری شده

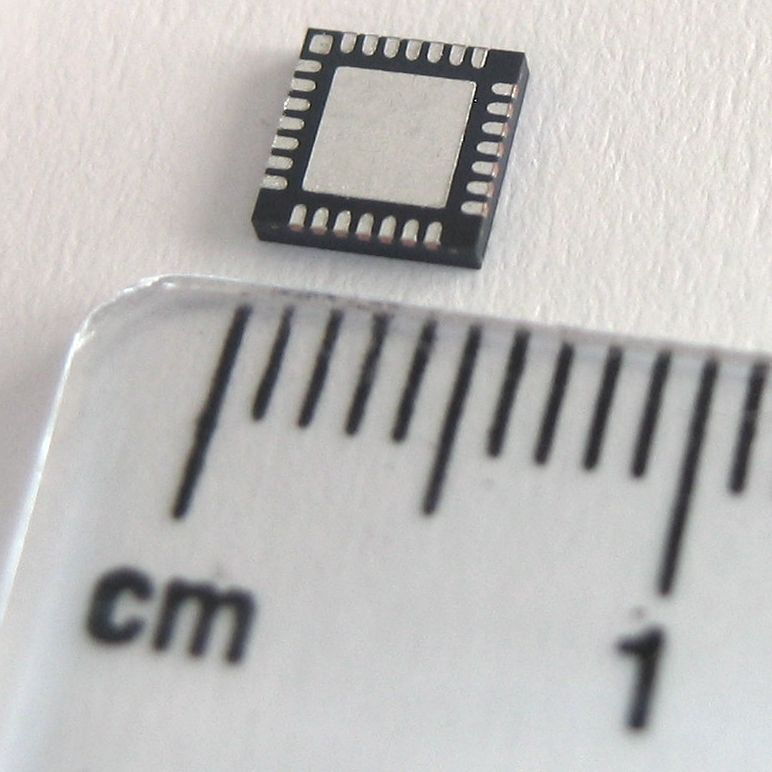
تراشه ۲۸ پین بسته MLP، وارونه برای نمایش اتصالات

| بسته‌بندی | نام مستعار      | ابعاد (به‌جز پایه‌ها) (طول، نمونه × عرض، نمونه × ارتفاع، حداکثر) | تعداد پایانه‌ها | توجه                                              |
| -------- | --------------- | -------------------------------------------------------------- | -------------- | ------------------------------------------------- |
| SOT-23-3 | TO-236-3، SC-59 | ۲٫۹۲ میلی‌متر × ۱٫۳ میلی‌متر × ۱٫۱۲ میلی‌متر                      | ۳              |                                                   |
| SOT-89   | TO-243 SC-62    | ۴٫۵میلی‌متر × ۲٫۵میلی‌متر × ۱٫۵میلی‌متر                           | ۴              | پن مرکزی به یک پد انتقال‌گرمای بزرگ متصل‌شده است    |
| SOT-143  | TO-253          | ۲٫۹ میلی‌متر × ۱٫۳ میلی‌متر × ۱٫۲۲ میلی‌متر                       | ۴              | بدنه مخروطی، یک پد بزرگتر نشان دهنده پایانه ۱ است |
| SOT-223  | TO-261          | ۶٫۵میلی‌متر × ۳٫۵میلی‌متر × ۱٫۸میلی‌متر                           | ۴              | یکی از پایانه‌ها یک پد انتقال‌گرمای بزرگ است        |
| SOT-323  | SC-70           | ۲ میلی‌متر × ۱٫۲۵ میلی‌متر × ۱٫۱ میلی‌متر                         | ۳              |                                                   |
| SOT-416  | SC-75           | ۱٫۶ میلی‌متر × ۰٫۸ میلی‌متر × ۰٫۹ میلی‌متر                        | ۳              |                                                   |
| SOT-663  |                 | ۱٫۶میلی‌متر × ۱٫۲میلی‌متر × ۰٫۶میلی‌متر                           | ۳              |                                                   |
| SOT-723  |                 | ۱٫۲ میلی‌متر × ۰٫۸ میلی‌متر × 0.55                               | ۳              | پایه تخت دارد                                     |
| SOT-883  | SC-101          | ۱میلی‌متر × ۰٫۶میلی‌متر × ۰٫۵میلی‌متر                             | ۳              | بدون‌پایه است                                      |

#### دیگر
- DPAK (TO-252, SOT-428): بسته‌بندی گسسته. توسط موتورولا برای قراردادن افزاره‌هایی با توان بالاتر توسعه یافته است. در سه نسخه[۶۳] یا پنج‌پایانه[۶۴] عرضه می‌شود.
- D2PAK (TO-263, SOT-404): بزرگتر از DPAK. اساساً معادل نصب‌سطحی بسته تمام‌سوراخ TO220. در نسخه‌های ۳، ۵، ۶، ۷، ۸ یا ۹ پایانه‌ای عرضه می‌شود.[۶۵]
- D3PAK (TO-268): حتی بزرگتر از D2PAK.[۶۶][۶۷]

### بسته‌های پنج و شش پایانه‌ای

#### ترانزیستور برون‌خط کوچک (SOT)
| بسته‌بندی | نام مستعار     | ابعاد (به جز پایه‌ها) (طول، نمونه × عرض، نمونه × ارتفاع، حداکثر) | تعداد پایانه‌ها | پایه‌دار یا بدون‌پایه |
| -------- | -------------- | --------------------------------------------------------------- | -------------- | ------------------- |
| SOT-23-6 | SOT-26، SC-74  | ۲٫۹ میلی‌متر × ۱٫۳ میلی‌متر × ۱۳ میلی‌متر                          | ۶              | پایه‌دار             |
| SOT-353  | SC-88A         | ۲ میلی‌متر × ۱٫۲۵ میلی‌متر × ۰٫۹۵ میلی‌متر                         | ۵              | پایه‌دار             |
| SOT-363  | SC-88، SC-70-6 | ۲ میلی‌متر × ۱٫۲۵ میلی‌متر × ۰٫۹۵ میلی‌متر                         | ۶              | پایه‌دار             |
| SOT-563  |                | ۱٫۶ میلی‌متر × ۱٫۲ میلی‌متر × ۰٫۶ میلی‌متر                         | ۶              | پایه‌دار             |
| SOT-665  |                | ۱٫۶میلی‌متر × ۱٫۶میلی‌متر × ۰٫۵۵میلی‌متر                           | ۵              | پایه‌دار             |
| SOT-666  |                | ۱٫۶ میلی‌متر × ۱٫۲ میلی‌متر × ۰٫۶ میلی‌متر                         | ۶              | پایه‌دار             |
| SOT-886  |                | ۱٫۴۵ میلی‌متر × ۱ میلی‌متر × ۰٫۵ میلی‌متر                          | ۶              | بدون پایه           |
| SOT-891  |                | ۱ میلی‌متر × ۱ میلی‌متر × ۰٫۵ میلی‌متر                             | ۶              | بدون پایه           |
| SOT-953  |                | ۱ میلی‌متر × ۰٫۸ میلی‌متر × ۰٫۵ میلی‌متر                           | ۵              | پایه‌دار             |
| SOT-963  |                | ۱ میلی‌متر × ۱ میلی‌متر × ۰٫۵ میلی‌متر                             | ۶              | پایه‌دار             |
| SOT-1115 |                | ۱ میلی‌متر × ۰٫۹ میلی‌متر × ۰٬۳۵ میلی‌متر                          | ۶              | بدون پایه           |
| SOT-1202 |                | ۱ میلی‌متر × ۱ میلی‌متر × ۰٫۳۵ میلی‌متر                            | ۶              | بدون پایه           |

### بسته‌هایی با بیش از شش پایانه

#### دو-ردیفی
- بسته‌تخت یکی از اولین بسته‌های نصب‌سطحی بود.
- مدار مجتمع برون‌خط‌کوچک (SOIC): دو-ردیفی، ۸ پین یا بیشتر، شکل پایه بال‌عقابی، فاصله پین‌ها ۱٫۲۷ میلی‌متر
- بسته برون‌خط‌کوچک، J-پایه‌ای (SOJ): همان SOIC به جز J-پایه‌ای.[۸۰]
- بسته برون‌خط‌کوچک نازک (TSOP): نازک‌تر از SOIC با فاصله پین کوچکتر ۰٫۵ میلی‌متر
- بسته برون‌خط‌کوچک منقبض (SSOP): فاصله پین ۰٫۶۵ میلی‌متر، گاهی ۰٫۶۳۵ میلی‌متر یا در برخی موارد ۰٫۸ میلی‌متر
- بسته برون‌خط‌کوچک منقبض نازک (TSSOP).
- بسته برون‌خط‌کوچک یک‌چهارم‌اندازه (QSOP): با فاصله پین ۰٫۶۳۵ میلی‌متر
- بسته بسیار برون‌خط‌کوچک (VSOP): حتی کوچکتر از QSOP. فاصله پین ۰٫۴-، ۰٫۵- یا ۰٫۶۵ میلی‌متر.
- بدون‌پایه تخت دوطرفه (DFN): ردپایه کوچکتر از معادل پایه‌دار.

#### چهار-ردیفی
- حامل تراشه پایه‌دار پلاستیکی (PLCC): مربع، J-پایه‌ای، فاصله پین ۱٫۲۷ میلی‌متر
- بسته‌تخت چارطرفه (QFP): اندازه‌های مختلف، با پین در هر چهار طرف
- بسته‌تخت چارطرفه کم‌نمایه (LQFP): 1.4 میلی‌متر ارتفاع، اندازه‌های مختلف و پین در هر چهار طرف
- بسته‌تخت چارطرفه پلاستیکی (PQFP)، یک مربع با پین در هر چهار طرف، ۴۴ پین یا بیشتر
- بسته‌تخت چارطرفه سرامیکی (CQFP): مشابه PQFP
- بسته‌تخت چارطرفه متریک (MQFP): یک بسته QFP با توزیع پین متریک
- بسته‌تخت چارطرفه نازک (TQFP)، یک نسخه نازک‌تر از LQFP
- بدون‌پایه تخت چهارطرفه (QFN): ردپایه کوچکتر از معادل پایه‌دار
- حامل تراشه بدون‌پایه (LCC): اتصال‌ها به صورت عمودی برای لحیم‌کاری «فتیله‌ای» فرورفته اند. رایج در الکترونیک هوانوردی به دلیل استحکام در برابر ارتعاش مکانیکی.
- بسته ریز قاب‌پایه (MLP، MLF): با ۰٫۵ سطح تماس میلی‌متر، بدون‌پایه (همان QFN)
- بدون‌پایه تخت چارطرفه قدرت (PQFN): دارای پَددای‌ها روباز برای گرماگیرسازی

#### آرایه‌های مشبک
- آرایه مشبک‌توپی (BGA): آرایه مربع یا مستطیل شکل از توپی‌های لحیم‌کاری روی یک سطح، با فاصله توپ معمولاً ۱٫۲۷ میلیمتر (۰٫۰۵۰ اینچ)
  - آرایه مشبک توپی ریزگام (FBGA): آرایه مربع یا مستطیل شکل از توپی‌های لحیم‌کاری روی یک سطح
  - آرایه مشبک توپی ریزگام (LFBGA): آرایه‌ای مربع یا مستطیل شکل از توپی‌های لحیم‌کاری روی یک سطح، با فاصله توپی معمولاً ۰٫۸ میلی‌متر
  - آرایه مشبک توپی میکرو (μBGA): فاصله توپی کمتر از ۱ میلی‌متر
  - آرایه مشبک توپی ریزگام نازک (TFBGA): آرایه مربع یا مستطیل شکل از توپی‌های لحیم‌کاری روی یک سطح، با فاصله توپی معمولاً ۰٫۵ میلی‌متر
- آرایه مشبک کفه (LGA): تنها آرایه ای از کفه‌های بدون‌روپوش. از نظر ظاهری شبیه به QFN است، اما جفت‌سازی با پین‌های فنری در سوکت به جای لحیم‌کاری انجام می‌شود.
- آرایه مشبک ستونی (CGA): بسته مداری که در آن نقاط ورودی و خروجی استوانه‌ها یا ستون‌های لحیم‌کاری با دمای بالا هستند که به صورت مشبک چیده شده‌اند.
  - آرایه مشبک ستونی سرامیکی (CCGA): یک بسته مداری که در آن نقاط ورودی و خروجی استوانه‌ها یا ستون‌های لحیم‌کاری با دمای بالا هستند که به صورت مشبک چیده شده‌اند. بدنه قطعه سرامیکی است.
- بسته بدون‌پایه (LLP): بسته‌ای با توزیع پین متریک (۰٫۵ گام میلی‌متری).

#### افزاره‌های نابسته‌شده
اگرچه این افزاره‌ها نصب‌سطحی‌اند، اما برای مونتاژ نیاز به فرایند خاصی دارند.
- تراشه روی برد (COB)، یک تراشه سیلیکونی بدون‌روپوش، که معمولاً یک مدار مجتمع است، بدون بسته (که معمولاً یک قاب پایه است که با اپوکسی فراقالب‌سازی شده است) عرضه می‌شود و اغلب با اپوکسی مستقیماً به یک برد مدار متصل می‌شود. . سپس تراشه با سیم به هم متصل می‌شود و از آسیب مکانیکی و آلودگی توسط یک اپوکسی «قطره‌کوچک‌بالایی» محافظت می‌شود.
- تراشه روی سیم‌خم‌شو (COF)، نوعی از COB، که در آن یک تراشه مستقیماً بر روی یک مدار انعطاف‌پذیر نصب می‌شود. فرایند بندزنی خودکار نواری نیز یک فرایند تراشه روی سیم‌خم‌شو است.
- تراشه روی شیشه (COG)، نوعی از COB، که در آن یک تراشه، معمولاً کنترل‌کننده نمایشگر کریستال مایع (LCD) مستقیماً روی شیشه نصب می‌شود.
- تراشه روی سیم (COW)، نوعی از COB، که در آن یک تراشه، معمولاً یک تراشه LED یا RFID، مستقیماً روی سیم نصب می‌شود، بنابراین آن را به یک سیم بسیار نازک و انعطاف‌پذیر تبدیل می‌کند. چنین سیمی ممکن است با پنبه، شیشه یا مواد دیگر پوشانده شود تا به منسوجات هوشمند یا منسوجات الکترونیکی تبدیل شود.

اغلب تغییرات ظریفی در جزئیات بسته‌بندی از سازنده ای به سازنده دیگر وجود دارد، و حتی اگر از نام‌گذاری‌های استاندارد استفاده می‌شود، طراحان باید ابعاد را هنگام چیدمان بردهای مدار چاپی تأیید کنند.